# Abkürzungen der Königlich Bayerischen Staatseisenbahnen

Vorlage aus dem Wagenstandsverzeichnis von 1913

Bei den Abkürzungen der Königlich Bayerischen Staatseisenbahnen handelt es sich um solche, die sowohl in den Wagenstandsverzeichnissen der Königlich Bayerischen Staatseisenbahnen als auch in denen der Pfälzischen Eisenbahnen benutzt werden. Diese Abkürzungen sind auch in dieser Form in den diversen Wagenstands-Verzeichnissen auf einem Vorblatt zusammengestellt (siehe auch die nebenstehende Abbildung des Originals aus dem WV von 1913). Im Folgenden werden auf die einzelnen Spalten der Wagenstandslisten verwiesen, in welchem die hier erläuterten Abkürzungen stehen.

## Spalte Wagennummern
Ab 1906 werden für zu den einzelnen Wagennummern auch die zuständigen Direktionen angegeben. Berücksichtigt ist hier auch der Bereich der linksrheinischen Bayerischen Eisenbahnen (Pfalzbahn). Es bedeuten dabei:
| Abkürzung | Bedeutung                            |
| --------- | ------------------------------------ |
| Au        | steht für die Direktion Augsburg     |
| Lu        | steht für die Direktion Ludwigshafen |
| Mü        | steht für die Direktion München      |
| Nü        | steht für die Direktion Nürnberg     |
| Re        | steht für die Direktion Regensburg   |
| Wü        | steht für die Direktion Würzburg     |

## Spalte Beleuchtungen
Hier werden die unterschiedlichen Formen von Beleuchtungen aufgeführt.
| Beleuchtungsarten | Beleuchtungsarten                |
| Abkürzung         | Bedeutung                        |
| ----------------- | -------------------------------- |
| El                | Elektrische Beleuchtung          |
| G                 | Gasbeleuchtung                   |
| Ggl               | Gasglühleuchten                  |
| Öl                | Beleuchtung mit Rüböl-Lampen     |
| Petr              | Beleuchtung mit Petroleum-Lampen |

## Spalte Bremsen
Hier werden die Informationen zu den diversen Handbremsen, Druckluft- und Saugluftbremsen sowie den Bremsleitungen zusammengefasst.
| Handbremsarten | Handbremsarten                                                                                              |
| Abkürzung      | Bedeutung                                                                                                   |
| -------------- | --- |
| H              | Handbremse, Handspindelbremse                                                                               |
| Brh            | Bremserhaus; halboffen oder geschlossen, auf der Ladefläche stehend oder hochgesetzt, mit Handspindelbremse |
| Fsbr           | Freisitzbremse; offener Bremsersitz, mit Handspindelbremse                                                  |
| Pl             | Handspindelbremse auf einer Plattform; ggf. auch beidseitig                                                 |

| durchgehende Seilzugbremsen | durchgehende Seilzugbremsen |
| Abkürzung                   | Bedeutung                   |
| --------------------------- | --------------------------- |
| Hbl                         | Heberlein Seilzugbremse     |

| Druckluftbremsarten | Druckluftbremsarten                                  |
| Abkürzung           | Bedeutung                                            |
| ------------------- | ---------------------------------------------------- |
| Hnbr                | Henri-Bremse (nichtselbständige Westinghouse-Bremse) |
| Hsbr                | Henri-Schnellbremse                                  |
| Fsbr                | Freisitzbremse; offener Bremsersitz                  |
| Kp                  | Knorr-Bremse                                         |
| Sbr                 | Schleifer-Bremse                                     |
| Ssbr                | Schleifer-Schnellbremse                              |
| Wbr                 | Westinghouse-Bremse                                  |
| Wsbr                | Westinghouse-Schnellbremse                           |
| LD                  | Leitung für Druckluftbremse                          |

| Saugluft Bremsarten | Saugluft Bremsarten                                       |
| Abkürzung           | Bedeutung                                                 |
| ------------------- | --------------------------------------------------------- |
| Hbr                 | Hardy-Bremse (nichtselbständige Luftsaugbremse)           |
| Ahbr                | Automatische Hardy-Vacuumbremse (Umschalt-Luftsaugbremse) |
| LS                  | Leitung für Saugluftbremse                                |

## Spalte Heizungen
Hier werden zusammengefasst die Informationen zu den diversen Heizungsarten sowie den dazugehörenden Heiz-Leitungen angegeben.
| Heizungsarten | Heizungsarten                                                   |
| Abkürzung     | Bedeutung                                                       |
| ------------- | --------------------------------------------------------------- |
| D             | Dampfheizung; per Heizleitung vom Dampferzeuger aus verteilt    |
| O             | Ofenheizung                                                     |
| Pr            | Presskohleheizung; Kleinöfen mit besonderer Verbrennungstechnik |
| DL            | Leitung für Heiz-Dampf                                          |

## Spalte Lenkachsen
Bei den Bayerischen Staatsbahnen kamen verschiedene Lenkachstypen zum Einsatz die erst ab ca. 1890 durch den Standardtyp der Vereinslenkachsen abgelöst wurden. In Deutschland wurde z. B. alle Wagen mit einem Radstand > 4000 mm mit Lenkachsen ausgestattet.
| Lenkachsen | Lenkachsen                                                                           |
| Abkürzung  | Bedeutung                                                                            |
| ---------- | ------------------------------------------------------------------------------------ |
| A 4        | Länderbahnvariante; unbeschränkt verwendbare Lenkachsen für höhere Geschwindigkeiten |
| B 4        | Länderbahnvariante; Lenkachsen mit Geschwindigkeitsbeschränkung                      |
| B 5        | Länderbahnvariante; Lenkachsen mit Geschwindigkeitsbeschränkung                      |
| V          | Vereinslenkachse; nach technischen Vorgaben des VDEV                                 |

## Spalte Signalhalter
Hier werden die Informationen zu den diversen Signal-Haltern zusammengefasst. Diese zusätzlich zu den für die von der K.Bay.Sts.B. vorgeschriebenen Signalhalter wurden notwendig, damit die damit bestückten Fahrzeuge in das Gebiet einer fremden Gesellschaft wechseln konnten. Mit der jeweiligen Abkürzung wird entweder das Land oder die Gesellschaft im Land angegeben.
| Signalhalter | Signalhalter                                               |
| Abkürzung    | Bedeutung                                                  |
| ------------ | ---------------------------------------------------------- |
| AT           | beim Wechsel in das Gebiet der Österreichischen Staatsbahn |
| BE           | bei Wechsel in das Gebiet der Belgischen Staatsbahn        |
| CH           | beim Wechsel in das Gebiet der Schweiz                     |
| FR           | beim Wechsel in das Gebiet der Französischen Ostbahn       |
| IT           | beim Wechsel in das Gebiet der Italienischen Staatsbahn    |

## Spalte Untergestell
Hier werden die Informationen zu den diversen Bauformen der Untergestelle zusammengefasst. D. h. es wird mitgeteilt, welche Materialien für das Grundgerüst des Untergestells verwendet wurden.
| Untergestell | Untergestell |
| Abkürzung    | Bedeutung |
| ------------ | --- |
| E            | das Untergestell ist komplett aus EISEN gebaut |
| H            | das Untergestell ist komplett aus HOLZ gebaut |
| H,E          | das Untergestell ist bis auf die äußeren Längsträger komplett aus HOLZ gebaut |
| E,H          | bis auf die „Kopfschwellen“ (Pufferbohlen) ist das Untergestell aus EISEN aufgebaut. Die Kopfschwellen dagegen sind aus HOLZ                                                                             |
| HE, E        | die Längsträger und sonstige Untergestellteile sind aus HOLZ und EISEN, die Kopfschwellen aus EISEN aufgebaut. Das bedeutet ggf., dass die Längsträger aus HOLZ waren, welche mit EISEN beplankt wurden. |

## Spalte Ladegut
Hier werden die Informationen zu den diversen Typen von Ladegütern der Güterwagen zusammengefasst.
| Untergestell | Untergestell                                                                                |
| Abkürzung    | Bedeutung                                                                                   |
| ------------ | ------------------------------------------------------------------------------------------- |
| BZN          | das Ladegut ist Benzin                                                                      |
| BZO          | das Ladegut ist Benzol                                                                      |
| FG           | das Ladegut ist Fettgas                                                                     |
| GW           | das Ladegut ist Gaswasser(Ammoniakwasser), Abfallprodukt der Leuchtgasherstellung           |
| LAU          | das Ladegut sind Laugen wie Kali-, Natron- oder Chlormagnesiumlauge und andere Abfalllaugen |
| MEL          | das Ladegut ist Melasse                                                                     |
| MIN          | das Ladegut ist Mineralöl                                                                   |
| PET          | Das Ladegut ist Petroleum                                                                   |
| SÄU          | Ladegut sind Säuren wie Salpeter-, Schwefel-, Salz-, Essig- oder Kohlensäure                |
| SP           | das Ladegut ist Spiritus (Ethanol) bzw. Branntwein für industrielle Anwendung               |
| TE           | Ladegut ist Teer bzw. Teeröl.                                                               |

## Kennungen der Abteiltypen
Zusätzlich zu den Erläuterungen gemäß den Spalten in den diversen Wagenstandsverzeichnissen hier noch Beschreibungen zu den für die Bezeichnung der Abteilarten gebrauchten Abkürzungen.
| Arten und Anzahl der jeweiligen Abteiltype | Arten und Anzahl der jeweiligen Abteiltype |
| Abkürzung                                  | Bedeutung |
| ------------------------------------------ | --- |
| I, II, III, IV                             | In römischen Ziffern die Art der jeweiligen Beförderungsklasse. In der ersten Zeile die Anzahl der Abteile, darunter – in kursiver Schrift – die Anzahl der Sitzplätze in den Abteilen.                                                                         |
| O, M,                                      | Kennung für die Nutzung bei Militär-Transporten. O = Offiziere, M = Mannschaften. Für die Offiziere wurden die Sitze der I. und II. Klasse reserviert, den Mannschaften wurden die übrigen Klassen zugewiesen. Es wird nur die Anzahl der Sitzplätze angegeben. |
| A                                          | Abort bzw. Abort mit Waschgelegenheit |
| B                                          | Brief- und Briefsortierabteil |
| D                                          | Dienstabteil für unterschiedliche Aufgaben |
| G                                          | Gepäckabteil, sowohl für Personen- als auch für Güterzugwagen |
| P                                          | Pack- bzw. Paketabteil in Postwagen |
| S                                          | ausgewiesene Stehplätze, meist auf den Plattformen |
| V                                          | Abteil für Kleinvieh und/oder Hunde |
| Z                                          | verschließbares Zollabteil, Zugang nur für eingeschränkten Personenkreis. |